# Luzzara
Luzzara is een gemeente in de Italiaanse provincie Reggio Emilia (regio Emilia-Romagna) en telt 8.598 inwoners (31-08-2020). De oppervlakte bedraagt 39,2 km², de bevolkingsdichtheid is 223 inwoners per km². De gemeente ligt aan de Po.
De volgende frazioni maken deel uit van de gemeente: Arginello, Bacchiellino, Borgo Po, Buca Bertona, Cantone, Casoni, Codisotto, Corghe, Cugini, Delfina, Negre, San Carlo, Vergari Alti, Vergari Bassi, Villa Superiore, Villarotta.

## Geschiedenis
Op 15 augustus 1702 werd er bij Luzzara in het kader van de Spaanse Successieoorlog een veldslag uitgevochten tussen een Frans leger en een Oostenrijks leger onder leiding van Eugenius van Savoye.

## Demografie
Luzzara telt ongeveer 3355 huishoudens. Het aantal inwoners steeg in de periode 1991-2001 met 7,1% volgens cijfers uit de tienjaarlijkse volkstellingen van ISTAT.
| Jaar | Inwoneraantal |
| ---- | ------------- |
| 1991 | 7949          |
| 2001 | 8517          |
| 2020 | 8598          |

## Geografie
Luzzara grenst aan de volgende gemeenten: Dosolo (MN), Gonzaga (MN), Guastalla, Reggiolo, Suzzara (MN).

## Geboren in Luzzara
- Cesare Zavattini (1902-1989), scenarioschrijver en theoreticus van het neorealisme

Albinea · Bagnolo in Piano · Baiso · Bibbiano · Boretto · Brescello · Busana · Cadelbosco di Sopra · Campagnola Emilia · Campegine · Canossa · Carpineti · Casalgrande · Casina · Castellarano · Castelnovo di Sotto · Castelnovo ne' Monti · Cavriago · Collagna · Correggio · Fabbrico · Gattatico · Gualtieri · Guastalla · Ligonchio · Luzzara · Montecchio Emilia · Novellara · Poviglio · Quattro Castella · Ramiseto · Reggio Emilia  · Reggiolo · Rio Saliceto · Rolo · Rubiera · San Martino in Rio · San Polo d'Enza · Sant'Ilario d'Enza · Scandiano · Toano · Ventasso · Vetto · Vezzano sul Crostolo · Viano · Villa Minozzo
- Library of Congress Control Number: nr91036241
- MusicBrainz: c0de20e8-e5ed-471b-af6a-ec2e5bcf5737
- Nationale Bibliotheek van Israël: 987007538273205171
- Virtual International Authority File: 148190050

1. ↑  https://demo.istat.it/?l=it.